# Ikuo Takahara
Ikuo Takahara (japonsko 高原 郁夫), japonski nogometaš, 14. oktober 1957.
Za japonsko reprezentanco je odigral štiri uradne tekme.